# Chanel No. 5
Chanel No. 5 — аромат марки Chanel, созданный в начале XX века парфюмером Эрнестом Бо.

## История
По легенде, Коко Шанель попросила Эрнеста Бо создать «искусственный женский аромат, который пахнет Женщиной», подчеркнув, что под «искусственным» ароматом она имеет в виду новый, созданный человеком аромат. В Первую мировую войну Эрнест Бо служил в Кольском Заполярье и любил подниматься к озеру, лежащему над Мурманским торговым портом. В своих мемуарах Бо писал, что создал эти духи в 1920 году, когда вернулся с войны: «Во время летнего полярного дня озера здесь излучают особую свежесть. Этот характерный запах я сохранил в памяти, и после с большим трудом мне удалось воссоздать его, хотя поначалу альдегиды новой композиции были очень неустойчивы…».
Создавая первый аромат Chanel, Бо экспериментировал с альдегидами — синтетическими цветочными запахами (запах свежести Cucumis sativus). Эрнест Бо заявил, что «он ценил <…> искусственность, ту, которая противоречит природе, а не ту, которая <…> пытается подражать ей». Бо стал парфюмером, которому удалось построить на основе молекул альдегидов аромат. Название Chanel № 5, возможно, было выбрано потому, что Коко Шанель выбрала из десяти вариантов аромата пятый. К тому же «пять» было любимым числом Коко Шанель.
Аромат Chanel Nº 5 состоит из следующих парфюмерных нот:
- Верхние ноты: альдегиды, нероли, иланг-иланг, бергамот, лимон
- Ноты сердца: ирис, корень фиалки, жасмин, ландыш, роза
- Базовые ноты: амбра, сандаловое дерево, пачули, мускус, виверра, ваниль, дубовый мох, ветивер

Была проведена презентация аромата. До сих пор фабриканты, наиболее знаменитым из которых был Рене Лалик, пытались создать флаконы с необычной формой.
Наперекор этому Габриель, одержимая идеей аскетизма и простоты, предложила простой флакон в форме параллелепипеда. Единственные следы намерения декорировать его относятся к 1924 году. Имеются в виду гранёная «под изумруд» пробка и скошенные и закруглённые по краям грани самого флакона. Габриель решила сделать акцент на ценности содержимого, а не тары.
Этикетка состоит из белого прямоугольника и контрастных чёрных букв. На упаковке написано: Chanel. К пробке флакона была привязана круглая печать. Информация некоторых "историков моды" о том, что именно на флаконе духов в 1921 году появился логотип из двух переплетённых букв C, не соответствует действительности: вплоть до 1960-х годов на флаконах отчетливо видна одна буква С.

## Продвижение духов
Когда новый парфюм был готов, Габриель не спешила начать его продажу. Вместо этого она подарила флакон подругам из богатых кругов.
Об аромате узнали многие, вскоре образовался тайный клуб любительниц «Chanel Nº 5». Когда же флаконы были пущены в продажу (они продавались в Доме Шанель в Париже по адресу рю Камбон, 31), новый аромат стал достаточно популярным среди покупателей. Парфюм впервые представлен публике 5 мая 1921 года.
Изначально Chanel Nº 5 представляла сама Коко Шанель, затем её место занимали актрисы Катрин Денев, Кэндис Берген, Сьюзи Паркер, Эли Макгроу, Лорен Хаттон, Кароль Буке, Эстелла Уоррен, Николь Кидман, Одри Тоту. С 2012 года лицом парфюма Chanel Nº 5 стал Брэд Питт, первый мужчина в истории аромата.
В 1954 году журналист, интервьюировавший Мэрилин Монро, спросил у актрисы, что на ней надето, когда она ложится спать. Ответ стал слоганом рекламной кампании духов: «Несколько капель Chanel Nº 5».

## В культуре
- Перечисляется Геллой на сеансе Варьете Воланда («Мастер и Маргарита»):

Девица хоть и с хрипотцой, но сладко запела, картавя, что-то малопонятное, но, судя по женским лицам в партере, очень соблазнительное:

— Герлэн, шанель номер пять, Мицуко, нарсис нуар, вечерние платья, платья коктейль…
- В "Бриллиантовой руке":

- Дайте записку! (нюхает) Французские, "Шанель номер пять"...
- В романе "Прислуга" Кэтрин Стокетт:

Но конечно, когда он начал наряжаться в юбки своей сестры и душиться "Шанель №5", мы все немножко забеспокоились.— Кэтрин Стокетт, роман "Прислуга", глава 22